# اينزا ياميسي
اينزا ياميسي (23 يناير 1983 في جمهورية أفريقيا الوسطى - ) (بالفرنسية: Eloge Enza-Yamissi)‏ هو لاعب كرة قدم فرنسي في مركز الوسط. شارك مع منتخب جمهورية أفريقيا الوسطى لكرة القدم. أما مع النوادي، فقد لعب مع نادي تروا ونادي فالينسيان ونادي لو روتش ونيم أولمبيك وأولمبيك أليس.

## وصلات خارجية
- اينزا ياميسي على موقع الاتحاد الدولي (مؤرشف)  (الإنجليزية)
- اينزا ياميسي على موقع قاعدة بيانات كرة القدم.إي يو (الإنجليزية)
- اينزا ياميسي على موقع ليكيب (الفرنسية)
- اينزا ياميسي على موقع ناشيونال فوتبول تيمز (الإنجليزية)
- اينزا ياميسي على موقع Soccerbase.com (لاعب) (الإنجليزية)
- اينزا ياميسي على موقع Soccerway.com (الإنجليزية)
- اينزا ياميسي على موقع عالم كرة القدم.نت (الإنجليزية)
- اينزا ياميسي على موقع AS.com (الإسبانية)